# Couvent de Notre-Dame du Calvaire
Le couvent de Notre-Dame du Calvaire, également appelé couvent des Filles-du-Calvaire, est un ancien couvent situé à Paris, aujourd'hui disparu.

## Emplacement
Le couvent des Filles du Calvaire était situé entre la rue des Filles-du-Calvaire, la rue Boucherat (actuelle rue de Turenne), la rue du Pont-aux-Choux et le boulevard des Filles-du-Calvaire.

## Signification du nom
Calvaire vient du latin ecclésiastique « calvaria », traduction littérale dans les Évangiles du grec Golgotha, qui signifie le « crâne », nom donné à la colline où le Christ fut crucifié.

## Historique
L’ordre des religieuses dédiées à Notre-Dame du Calvaire, avait été fondé en 1617 par Antoinette d’Orléans, et les Religieuses, appelées « filles » du Calvaire.
Le père Joseph achète l'hôtel d'Ardoise, propriété située au bout de la rue Vieille-du-Temple afin de fonder un deuxième établissement pour les religieuses des Filles du Calvaire. Les religieuses s'installent en 1633 à Paris.
La première pierre de l'église est posée en 1635 par la duchesse d'Aiguillon qui remplace son oncle le cardinal de Richelieu.
Le couvent achevé le 10 avril 1637 devait prendre le nom de couvent de la Crucifixion sur la demande du père Joseph, mais l'église est consacrée en 1650 sous le titre de la Transfiguration. À cette même époque, les religieuses des Filles du Calvaire en prennent possession. La rue Les Filles du Calvaire est ouverte le 7 août 1698.
Pendant la Révolution française, cet ordre religieux est supprimé en 1790. La propriété est vendue comme bien national et détruite peu après,,.
En 1804, la rue Neuve-de-Bretagne (actuelle rue Froissart) et la rue Neuve-de-Ménilmontant (actuelle rue Commines) sont percées à son emplacement. Elles sont intégrées à la voirie publique en 1806. Une troisième rue et un passage, prévus dans le cadre du lotissement de la propriété, ne sont pas réalisés.
La station de métro Filles du Calvaire de la ligne 8 est ouverte le 5 mai 1931 avec la mise en service du troisième prolongement de la ligne, depuis le terminus provisoire de Richelieu - Drouot jusqu'à Porte de Charenton. Elle doit sa dénomination à sa proximité avec la rue des Filles-du-Calvaire d'une part et le boulevard des Filles-du-Calvaire d'autre part, dont le nom fait référence à la présence ancienne du couvent.